# Patologia forense

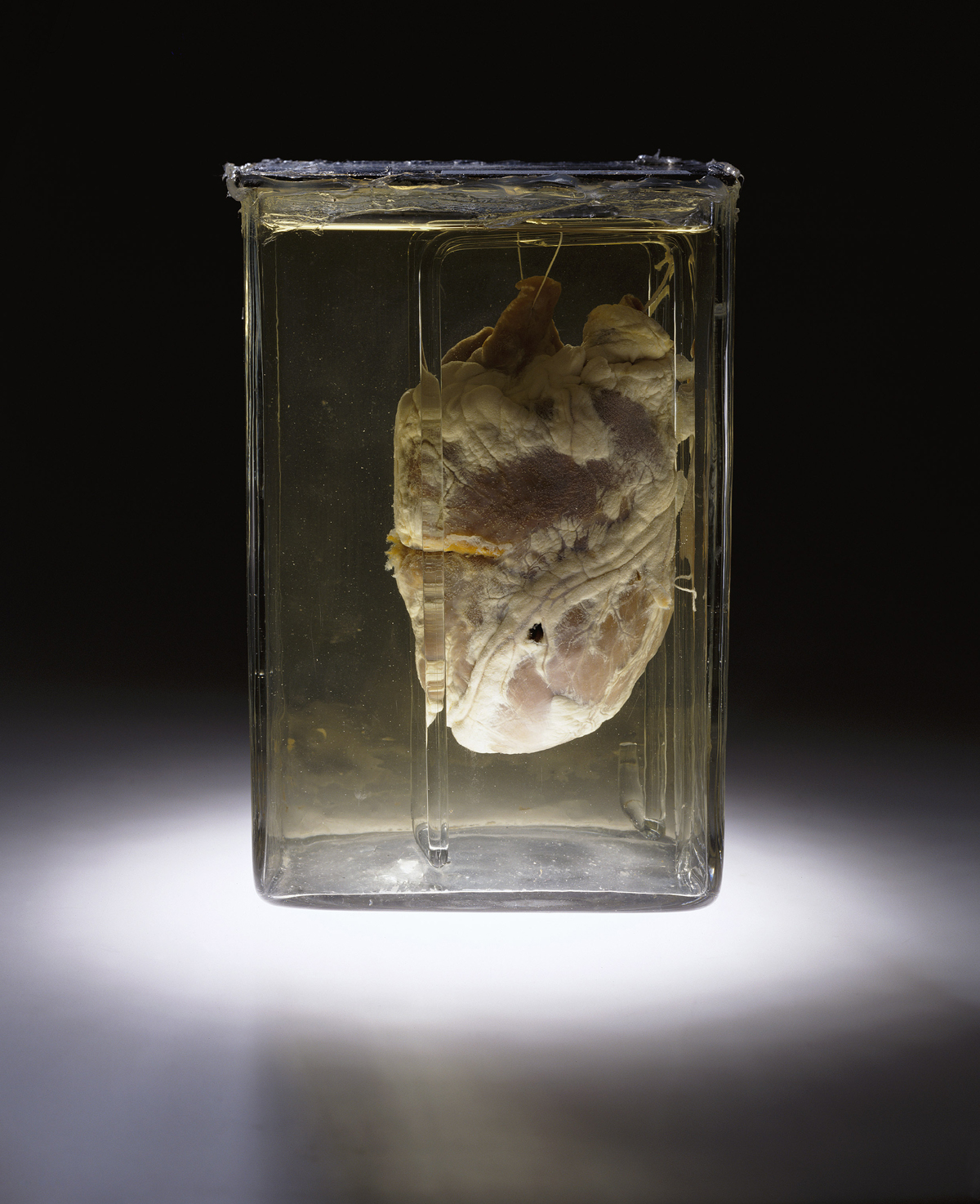
O coração de uma vítima de assassinato

Patologia forense é a patologia que incide sobre a determinação da causa de morte, examinando um cadáver. A autópsia é realizada por um médico legista, geralmente durante a investigação de processos criminais e civis em algumas jurisdições. Os legistas também são frequentemente solicitados a confirmar a identidade de um cadáver.

## Deveres
A patologia forense é uma aplicação da jurisprudência médica. Um patologista forense é um médico que concluiu o treinamento em patologia anatômica e posteriormente se especializou em patologia forense. Os requisitos para se tornar um patologista forense "totalmente qualificado" variam de país para país. Alguns dos diferentes requisitos são discutidos abaixo.
O patologista forense realiza autópsias/exames post-mortem para determinar a causa da morte. O relatório da autópsia contém uma opinião sobre o seguinte:
- O processo patológico, lesão ou doença que resulta diretamente ou inicia uma série de eventos que levam à morte de uma pessoa (também chamado de mecanismo da morte), como um ferimento a bala na cabeça, sangramento causado por uma facada, manual ou estrangulamento por ligadura, enfarte do miocárdio resultante de doença arterial coronária, etc.)
- A forma da morte, as circunstâncias que envolveram a causa da morte, que, na maioria das jurisdições, incluem o seguinte:[1]
  - Homicídio
  - Acidental
  - Natural
  - Suicídio
  - Indeterminado

A autópsia também oferece uma oportunidade para que outras questões levantadas pela morte sejam abordadas, como a coleta de vestígios de evidências ou a determinação da identidade do falecido.
O patologista forense examina e documenta ferimentos e lesões, na autópsia, na cena de um crime e, ocasionalmente, em um ambiente clínico, como investigação de estupro ou mortes sob custódia.
Patologistas forenses coletam e examinam amostras de tecido sob o microscópio (histologia) para identificar a presença ou ausência de doença natural e outros achados microscópicos, como corpos de amianto nos pulmões ou partículas de pólvora ao redor de um ferimento de arma de fogo.
Eles coletam e interpretam amostras toxicológicas de tecidos e fluidos corporais para determinar a causa química de overdoses acidentais ou envenenamentos deliberados.
Eles servem como testemunhas especialistas em tribunais de justiça depõem em civis ou casos de crimes criminais.
Em uma autópsia, o patologista forense geralmente é auxiliado por um técnico de autópsia/mortuário (às vezes chamado de diener nos EUA).
Os médicos forenses, às vezes chamados de "examinadores médicos forenses" ou "cirurgiões da polícia" (no Reino Unido até recentemente), são médicos treinados para examinar e fornecer tratamento médico para vítimas vivas de agressão, incluindo agressão sexual, e indivíduos que se encontram sob custódia policial. Muitos médicos forenses no Reino Unido praticam a medicina forense clínica em tempo parcial e também praticam a medicina familiar ou outra especialidade médica.
No Reino Unido, ser membro do Royal College of Pathologists não é um pré-requisito para a nomeação como perito médico legista. Os médicos no Reino Unido que não são patologistas forenses ou patologistas têm permissão para realizar autópsias médico-legais, conforme a redação do Coroners and Justice Act 2009, que apenas estipula um "médico registrado": qualquer pessoa no registro do General Medical Council.